# Nemrod

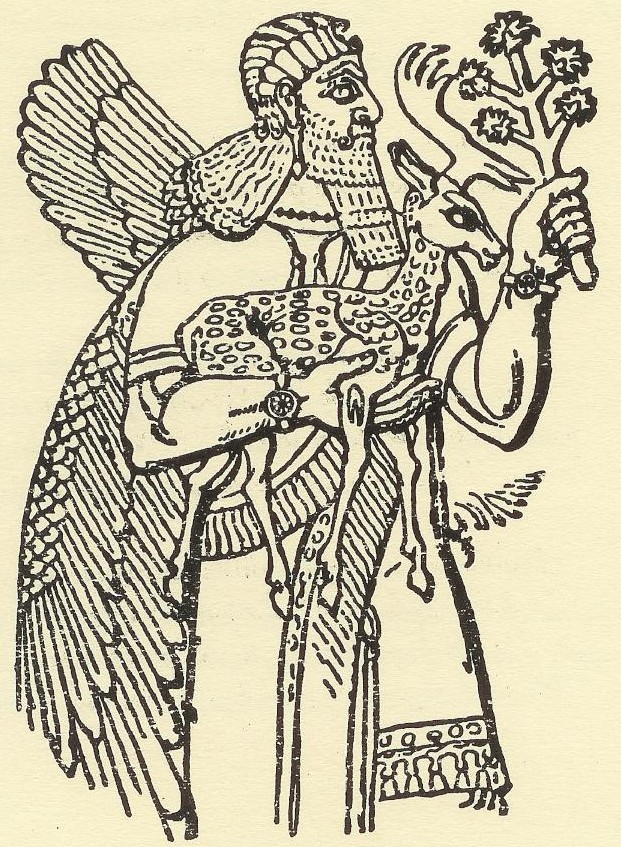
Grabado de un personaje asirio sujetando un ciervo. Se le ha identificado como Nimrod

Nemrod o Nimrod (en hebreo: נִמְרוֹדֿ, 'Nimrôd', arameo: ܢܡܪܘܕ; árabe: النمرود al-Namrūd, griego: Νεβρὼδ, Nebrōd) es el nombre de un personaje bíblico descrito como hijo de Kush, hijo de Cam, quien era hijo de Noé. Según el libro del Génesis era rey de la tierra de Sinnar en Mesopotamia y "Nemrod fue un vigoroso cazador delante de Yahvé" (Génesis 10, 9). Las tradiciones extrabíblicas (sobre todo el Midrash) lo relacionan con la historia bíblica de la Torre de Babel y con Abraham, al cual persiguió; a partir de aquí se difundió su imagen como el arquetipo del monarca obediente a los mandatos divinos y modelo de sobre autoridad. 

Varias ruinas del Cercano Oriente llevan su nombre. 

Torre de Babel

## Referencia bíblica
La mención de Nemrod en la Biblia es breve; el libro del Génesis menciona su ascendencia y agrega que fundó el primer reino después del Diluvio, ubicado en la Mesopotamia e indicando que fundó las ciudades de Babel, Uruk, Akkad y Calneh en el sur. El texto hebreo no deja en claro si fundó Assur, Nínive, Resen, Rehobot-Ir y Calaj, o si estas ciudades fueron fundadas por Asur, hijo de Sem. 
Nemrod es nombrado en las listas genealógicas del Primer Libro de las Crónicas y en Miqueas (5,6), donde se menciona a "la tierra de Nemrod" como paráfrasis de Asiria.
La datación de estos textos es compleja. La mención en Miqueas es, según toda evidencia, la más antigua, pues data con certeza del siglo VIII a. C. La perspectiva de la "hipótesis documental" atribuía el relato del Génesis a la tradición yahvista, que se ubicaba a finales del siglo IX a. C. y principios del VIII a. C., pero algunos investigadores modernos asignan al Génesis una fecha mucho más tardía, en plena era aqueménida.

## Tradiciones y leyendas
Aunque la Biblia no lo menciona directamente, desde tiempos antiguos la tradición ha considerado a Nemrod como el constructor de la Torre de Babel. Dado que la torre fue edificada en su territorio y durante su reinado, se asume que fue bajo su dirección que la construcción se inició (Génesis 10, 10-12). Pero también hay otras fuentes, asimismo extrabíblicas, que señalan lo contrario, alegando que Nimrod no se encontraba en la región de Sinar cuando la construcción comenzó. 
De acuerdo a tradiciones hebreas, Nemrod era descendiente de Mizraim por línea materna, pero su padre fue Cus hijo de Cam, de quien heredó su primera posesión territorial, que pronto extendió. Su nombre se volvió proverbial como un " poderoso cazador en oposición a Yahweh". Su reino comprendía Babel (Babilonia), Erech (Uruk), Accad (Akkad) y Calneh, en la tierra de Sinar, también conocida como la tierra de Nemrod (ver Génesis 10, 8-10; 1 Crónicas 1, 10; Miqueas 5, 5).
Flavio Josefo escribió:

…fue Nemrod quien los incitó a tal afrenta y menosprecio hacia Dios. Él era un nieto de Cam, el hijo de Noé, un hombre atrevido y de gran fortaleza de manos. Los persuadió de que no le atribuyeran a Dios, como si fuera por medio de él que habían obtenido felicidad, si no a creer que fue su propio esfuerzo lo que les alcanzó esa felicidad. Fue cambiando gradualmente su gobierno en una tiranía, al no hallar otra manera de apartar la gente del temor de Dios, que induciéndolo a una tonta dependencia de su poder…

Ahora la multitud estaba más que lista para seguir la determinación de Nemrod, y a considerar una muestra de cobardía el someterse a Dios; y construyeron una torre, sin reparar en dolor, ni siendo en lo más mínimo negligente con el trabajo: y, a causa de la multitud empleada en ello, creció muy alta, más rápido de lo que ninguno hubiera esperado; pero su anchura era tal, y estaba tan fuertemente construida, que a pesar de su gran altura parecía, a la vista, ser menor de lo que realmente era. Fue construida con ladrillos cocidos, pegados con mezcla hecha con brea, de manera que no permitiera el paso del agua. Cuando Dios vio que actuaron tontamente, Él no quiso destruirlos completamente, puesto que no crecieron más sabios por la destrucción de los pecadores anteriores; pero Él causó un tumulto entre ellos, produciendo en ellos idiomas diversos, y causando con esa multiplicidad de idiomas, el no poderse entender unos con otros. El lugar donde construyeron la torre ahora se llama Babilonia, debido a la confusión de esa lengua, la que entendían fácilmente antes; y para los hebreos por la palabra Babel, confusión…

Una antigua obra árabe, conocida como Kitab al-Magall o el Libro de los Rollos (que forman parte de la Literatura Clementina), señala que Nemrod edificó los poblados de Hadâniûn, Ellasar, Seleucia, Ctesiphon, Rûhîn, Atropatene, Telalôn, entre otros; y que inició su reinado sobre la tierra cuando Reu tenía 163 años, reinando por 69 años, edificando Nísibis, Raha (Edessa) y Harrán cuando Peleg tenía 50 años. Incluso dice que Nemrod vio en el cielo un manto negro y una corona, y de inmediato llamó a Sasan y le ordenó que le hiciera una corona como la que había visto. Según este relato, Nemrod fue también el primer rey en usar corona. También dice que se hizo correr el rumor de que la corona que Nemrod empleaba había descendido del cielo, y que Nemrod estableció un culto al fuego, y promovió la idolatría. Dice además que por tres años recibió instrucción de Bouniter, un supuesto cuarto hijo de Noé.
En el libro de Las Recogniciones (R 4.29), otra de las Literaturas Clementinas, Nemrod es identificado como el rey asirio Nino, quien es señalado en los escritos del historiador griego Ctesias como el fundador de Nínive. Mientras que en otra de las Literaturas Clementinas, las Homilías (H 9.4-6), Nemrod es identificado como Zoroastro. 
La obra apócrifa de "Los Tesoros" (Cueva de los Tesoros (ca. 350)) contiene un relato acerca de Nemrod muy similar al del Kitab al-Magall, con la diferencia de que Nisibis, Edessa y Harran se supone que fueron edificadas por Nemrod cuando Reu tenía 50 años, y que inició su reinado como primer rey cuando Reu tenía 130 años. En esta versión, el artífice de la corona de Nemrod es llamado Sisan, el cuarto hijo de Noé Yonton. 
En los escritos en lengua Gueza o Ge'ez titulado El conflicto de Adán y Eva con Satanás (ca. siglo V) también contiene una historia similar a la de Los tesoros, solo que a la corona se le llama Santal y el supuesto cuarto hijo de Noé que instruye a Nimrod es llamado Barvin.
En la Historia de los Profetas y los Reyes del historiador musulmán del siglo IX al-Tabari, Nemrod construye la torre en Babil, Allah la destruye, y el lenguaje de la humanidad, que según este escrito era el siríaco, es confundido en otras 72 lenguas. Otro historiador musulmán del siglo XIII, Abu ul-Fida, cuenta la misma historia, añadiendo que a Eber (un ancestro de Abraham) se le permitió mantener la lengua original, que en este caso es el hebreo, y esto debido a que él no tomó parte en la construcción de la torre.
Una leyenda armenia cuenta que Haik, el fundador de Armenia, venció y mató a Nemrod en una batalla cerca del Lago Van.
Según unas crónicas medievales húngaras tituladas Gesta Hunnorum et Hungarorum, los ancestros de los hunos y los húngaros, (Hunor y Magor, respectivamente) eran dos gemelos hijos de Menrot (hijo de Tana) y Eneth. En algunas de las diferentes versiones de esta leyenda (Gesta Hungarorum, Chronicon Pictum), se refieren a Menrot como Nemrod, el hijo de Kush, "el rey sabio y justo" de la "maravillosamente hermosa y próspera ciudad de Ur" ("Ur" es además un nombre húngaro para Dios) y Atila el Huno es mencionado como hijo de Bendeguz (Mundzuk), nieto del gran Nemrod el rey de los Hunos, Medos, Godos, Daneses, "el Terror del Mundo, el Castigo de Dios". Dado que Nemrod vivió en los albores de la civilización y Atila vivió en la Edad Media, miles de años después, es imposible que sea su bisnieto.
Una tradición sugiere que a Nemrod lo mató un animal salvaje. Otra leyenda afirma que Sem lo mató por hacer que la gente adorara a Baal. Luego descuartizó el cadáver y repartió sus pedazos para desalentar a otros idólatras. Pero Semíramis, su mujer, recogió los pedazos y los unió, y luego proclamó que había vuelto a vivir, pero que se había convertido en un dios, muy parecido a la leyenda de Isis y Osiris[cita requerida]. Hay otra mención de Nemrod que está en el libro de Jasher 27:7, que atribuye su muerte a Esaú (nieto de Abraham), quien supuestamente lo decapitó.

### El malvado Nemrod contra el justo Abraham
La Biblia no menciona ningún encuentro entre Nemrod y Abraham. Tal cosa es poco probable, pues hay una diferencia de siete generaciones entre ellos. Abraham nació alrededor del año 2000 a. C., mientras que Peleg, de quien menciona la Biblia nació poco después de que Dios confundiera las lenguas en la Torre de Babel (Génesis 10: 25), nació unos doscientos años antes que Abraham. Nemrod era bisnieto de Noé, en tanto que Abraham está separado de Noé por diez generaciones (Génesis 10,11). Sin embargo, tradiciones judías tardías los ponen enfrentándose.
Estas tradiciones aparecen por primera vez en los escritos de Pseudo-Filón (Van Der Toorn y Van Der Horst 1990, p. 19), continúa en el Talmud y va a través de escritos rabínicos de la Edad Media, y aún en nuestros días, rabinos contemporáneos siguen añadiendo a estas tradiciones.[cita requerida]
En general, estas versiones presentan a Nemrod como un hombre opuesto a Dios. Algunas señalan que se autoproclamó un dios y que fue adorado por sus súbditos. En algunas ocasiones su leyenda se entremezcla con la de Nino, el mítico fundador de Nínive (véase también Nino).
Cuentan que una señal en los astros anunció a Nemrod y a sus astrólogos el nacimiento de Abraham, quien pondría fin a la idolatría. Así que Nemrod ordenó matar a todos los niños recién nacidos. Sin embargo, la madre de Abraham escapó y dio a luz secretamente. Algunas versiones la sitúan dando a luz en el campo, donde pasta el ganado, otras, en un establo.
Al crecer Abraham se enfrentó a Nemrod y le instó a que desistiera de su idolatría, por lo que Nemrod mandó que fuera quemado. Algunas versiones dicen que se recogió madera durante cuatro años para quemar a Abraham en la hoguera más grande que jamás se hubiera visto. En todas Abraham es echado al fuego y sale caminando.
En algunas versiones, Nemrod entonces declara la guerra a Abraham. Nemrod se presenta mandando un enorme ejército, pero Abraham trae un ejército de insectos que destruye el de Nemrod. Algunas versiones dicen que un mosquito entró hasta el cerebro de Nemrod volviéndole loco (lo mismo dice la tradición judía que sucedió con Tito, el emperador romano que destruyó el Templo de Jerusalén).
En algunas versiones Nemrod se arrepiente y acepta a Dios, ofreciendo cuantiosos sacrificios, que Dios rechaza. Otras versiones dicen que Nemrod dio a Abraham, como obsequio de reconciliación, el siervo Eliezer, de quien algunas versiones dicen era el propio hijo de Nemrod. En la Biblia se dice que Eleazar era de Damasco, ciudad Siria, antigua Asiria, población Babilonia, territorios sobre los que gobernó Nemrod.
En suma, las leyendas judías sobre Nemrod son abundantes y contradictorias (algunas imitan situaciones que aparecen en otros lugares de la Biblia), pero casi siempre citan a Abraham como su principal antagonista.
La misma confrontación se presenta extensivamente en el Corán islámico. Aunque en algunas de las historias judías se presenta a Nemrod como arrepintiéndose al final, en las versiones musulmanas siempre se le presenta como malvado y obstinado hasta el fin. En una de las confrontaciones de Nemrod con Ibrahim (forma árabe del nombre Abraham), Ibrahim argumenta que Alá es el único que da y quita vida. A lo que Nemrod responde haciendo traer a dos reos condenados a muerte, y a uno deja ir libre, y ordena matar al otro, para demostrar que él también puede dar vida o muerte. Entonces Ibrahim le dice que Alá hace salir el sol por el este, y entonces le dice a Nemrod que si él es dios, que haga salir al sol  por el oeste. Nemrod, perplejo y furioso, ordena que Ibrahim sea arrojado al fuego, pero Alá protege a Ibrahim. 
Ya lo presenten como arrepentido al final o no, Nemrod permanece en la tradición hebrea e islámica como un personaje malvado emblemático, y un arquetipo de idolatría. En los escritos rabínicos, incluso los de hoy en día, se hace referencia a él casi invariablemente como "el malvado Nemrod" (en hebreo: נמרוד הרשע‎), y para los musulmanes es "Nimrod al-Taghi" (Nimrod el tirano).
Interpretaciones más actuales del texto bíblico e investigación histórica colocan a Asur (o Ashur) uno de los hijos de Sem (Génesis 10:22) como el más probable patriarca semita enfrentado a Nemrod, ya que es considerado el fundador legendario de la ciudad de Aššur (que más tarde diera el nombre a Asiria) como una colonia que tuvo que convivir aparte de Babilonia debido a la discordancia de costumbres y culto.
La trascendencia de los cuentos sobre la confrontación entre Nemrod y Abraham se deja ver en "Cuando el Rey Nemrod", una de las más conocidas canciones folclóricas escritas en el lenguaje Ladino, aparentemente escrita durante el reinado de Alfonso X de Castilla.

## Interpretaciones
Judíos y cristianos han interpretado las palabras "delante del Señor" en la frase "osado cazador delante del Señor", como indicativo de rebelión. Por otro lado, la mayoría de los expertos aseveran que las palabras "delante del Señor" significan solo eso, "delante del Señor", y que no son de ninguna manera un indicativo del carácter o actitud de Nemrod. Sin embargo, esas mismas palabras se usan con frecuencia en la Biblia para referirse al carácter y el proceder de los individuos: "Y Asa hizo lo recto ante los ojos del Señor, como David su padre." (1 Reyes 15: 11)
"Y Nadab, hijo de Jeroboam, comenzó a reinar sobre Israel... E hizo lo malo ante los ojos del Señor..." (1 Reyes 15: 25, 26)
Otro dato que crea conflicto es que Nemrod, siendo descendiente de Cam, reinara sobre territorio de Sem. Pero esa aparente contradicción desaparece si se toma en cuenta que no es hasta que Dios confunde las lenguas de la gente cuando ocurre la división territorial mencionada. Antes de los hechos de la Torre de Babel, la mayor parte de la humanidad estaba conglomerada en un mismo sitio. Incluso uno de los objetivos de la Torre era precisamente ese, el que todos pudieran vivir juntos como una sola nación, sin ser esparcidos sobre la faz de la tierra (Génesis 11: 4).
Historiadores y estudiosos de la mitología han tratado de encontrar conexión entre Nemrod y los personajes mitológicos de diferentes civilizaciones. Marduk (Merodach) ha sido sugerido como un posible arquetipo de Nemrod, especialmente a principios del siglo XX.  Algunos sugieren que las conquistas imperiales atribuidas a Nemrod pueden estar basadas en las conquistas del rey asirio Tukulti-Ninurta I (Dalley et al., 1998, p. 67). Alexander Hislop, en su escrito The Two Babylons (Capítulo 2, Sección II, Sub-Sección I Archivado el 1 de febrero de 2009 en Wayback Machine.) concluye en que Nemrod debe ser identificado con Nino, quien según la mitología griega fue un rey de Mesopotamia y esposo e hijo de Semíramis; también les atribuye la invención de las divinidades de las diferentes culturas del Mediterráneo y la religión persa de Zoroastro. Su identificación con Nino implica el aceptar como verdaderas las Recogniciones Clementinas; y su identificación con Zoroastro implica aceptar las Homilías Clementinas, ambos trabajos pertenecientes a la Literatura Clementina. Además, los míticos Nino y Semíramis habrían reinado en Nínive hacia el año 1269 a. C., aunque en otros escritos griegos citan a Ninus entre los años 2060-2009 a. C. (en Eusebio). 
David Rohl postula que Enmerkar, el fundador de Uruk, es el personaje en quien originalmente se inspiraron las leyendas de Nemrod, por la historia de Enmerkar y el Señor de Aratta (véase: ) que tiene algunas similitudes con la leyenda de Nemrod y la torre de Babel, y porque el sufijo "KAR" en el nombre Enmerkar significa "cazador". Además, se dice que Enmerkar construyó "zigurats" en Uruk y en Eridu, lo que Rohl postula que era la original Babel. Sin embargo, tal y como puede ser dicho que Nemrod es un personaje legendario inspirado en Enmerkar o en cualquier otro, bien se puede decir todo lo contrario: que todos los otros personajes son los que fueron inspirados en Nemrod. Además, no son raros los casos de gobernantes que ha querido legitimar o enaltecer su gloria vinculando su origen a grandes monarcas del pasado, incluso en nuestros días.
Dentro del campo de la investigación histórico-crítica moderna de la Biblia, muchos eruditos bíblicos opinan que el personaje de Nemrod podría estar inspirado en memorias histórico-literarias de Sargón de Acad, o incluso algunos van más lejos y afirman que Nemrod es el mismo Sargón.
En definitiva, las leyendas sobre Nemrod son abundantes y contradictorias entre sí. En lo que sí concuerdan todas las tradiciones es en que fue el primer monarca de la historia de la humanidad. A Nemrod también se le atribuye la construcción de las primeras metrópolis que existieron en el mundo después del Diluvio, lo que pudiera tomarse como algo opuesto a la voluntad de Dios, quien parecería preferir que los seres humanos vivieran en el campo, en contacto con la naturaleza, y no apiñados en ciudades. Esto sin olvidar que a Caín se le atribuye la creación de la primera ciudad después de la caída (Génesis 4: 17).